# Cass Township (comté de Harrison, Iowa)
Pour les articles homonymes, voir Cass Township.
Cass Township est un township, du comté de Harrison en Iowa, aux États-Unis,.

## Source de la traduction
- (es) Cet article est partiellement ou en totalité issu de l’article de Wikipédia en espagnol intitulé « Municipio de Cass (condado de Harrison, Iowa) » (voir la liste des auteurs).